# Báger Gusztáv
Báger Gusztáv (Csörötnek, 1938. szeptember 12. –) magyar közgazdász, költő, a közgazdaságtudomány kandidátusa (1971), habilitált (2000), az Állami Számvevőszék Fejlesztési és Módszertani Intézete főigazgatója, a Pázmány Péter Katolikus Egyetem egyetemi tanára, 2015. július 7-től a Monetáris Tanács tagja.

## Életpályája
Szülei: Báger József és Vadász Mária voltak. 1957-1961 között a Marx Károly Közgazdaságtudományi Egyetem hallgatója volt. 1961-1965 között a Marx Károly Közgazdaságtudományi Egyetem tanársegédeként dolgozott. 1965-től 10 évig a Tervgazdasági Intézet tudományos főosztályvezetője volt. 1975 óta a Budapesti Corvinus Egyetem (1953–1990 között korábbi nevén: Marx Károly Közgazdaságtudományi Egyetem) docense. 1975-1981 között az Egyesült Nemzetek Szervezete Európai Gazdasági Bizottságának (ENSZ EGB) szakértője volt. 1981-1990 között az Országos Tervhivatal főosztályvezetője volt. 1992-2000 között a nemzetközi pénzügyi intézmények titkárságának vezetőjeként tevékenykedett. 1995-1997 között a Kereskedelmi és Hitelbank Rt. igazgatósági tagja volt. 1997 óta a Budapest Bank Rt. igazgatósági tagja. 2000-2002 között az Állami Számvevőszék kutatóintézetének főigazgatója volt. 2003 óta a Pázmány Péter Katolikus Egyetem egyetemi tanára. 2003-2004 között a Köztársasági Etikai Tanács tagja volt. Főigazgató-helyettese volt a Szolnoki Főiskolának.
2015-től a Monetáris Tanács tagja. Az Országgyűlés Gazdasági Bizottsága 15 igen szavazattal, 5 tartózkodás mellett, ellenszavazat nélkül támogatta a jelölését.
Kutatási területe az ökonometria. Verseket publikál irodalmi és művészeti folyóiratokban.

## Művei

### Tudományos jellegű művek
- Gazdasági kormányzás (2008) – Bod Péter Ákossal közösen
- Magyarország integrációja a nemzetközi pénzügyi intézményekbe (2011)
- Korrupció (2012)

### Szépirodalom
- Örök párbeszéd (1996)
- Iker-képek (1998)
- Vízrajz (1999)
- Magánterem (2000)
- Tűnő ajtók (2001)
- Heikaltes Wasser (2001)
- Statues de cendre - Hamuszobor (2002)
- Időtáv mollban (2003)
- A tükör éle (2005)
- Míg leírom, felébredek (2008)
- Hidegfront (2009)
- Élőadás (2010)
- Mindent begombolsz (2011)
- Péterfi Vilmos emlékezete. Az Irodalmi Díj Alapítvány 10 éve; szerk. Báger Gusztáv; Péterfi Vilmos Irodalmi Díj Alapítvány, Bp., 2011
- Magasság, mélység. Válogatott és új versek; Új Ember, Bp., 2012
- Mégis, mégse, mégis; Széphalom Könyvműhely, Bp., 2012
- 75; Széphalom, Bp., 2013
- Mondtam-e?; Széphalom Könyvműhely, Bp., 2013
- Edzésterv. Új versek; Széphalom Könyvműhely, Bp., 2014
- Zongorahangoló. Új versek; Széphalom Könyvműhely, Bp., 2015
- Találgatom, mit üzensz; Széphalom Könyvműhely, Bp., 2016
- Nézi, ahogy nézem; Széphalom Könyvműhely, Bp., 2017
- Napharang; Írók Alapítványa–Széphalom Könyvműhely, Bp., 2018

## Díjai, kitüntetései
- A Magyar Köztársasági Érdemrend középkeresztje (2007)
- Bertha Bulcsu-emlékdíj (2008)
- József Attila-díj (2012)